# Dasyuris catadeës
Dasyuris catadeës är en fjäril som beskrevs 1939 av Louis Beethoven Prout. Arten ingår i släktet Dasyuris och familjen mätare. Arten är endemisk för Nya Zeeland. Inga underarter finns listade i Catalogue of Life.